# Greta Sykes

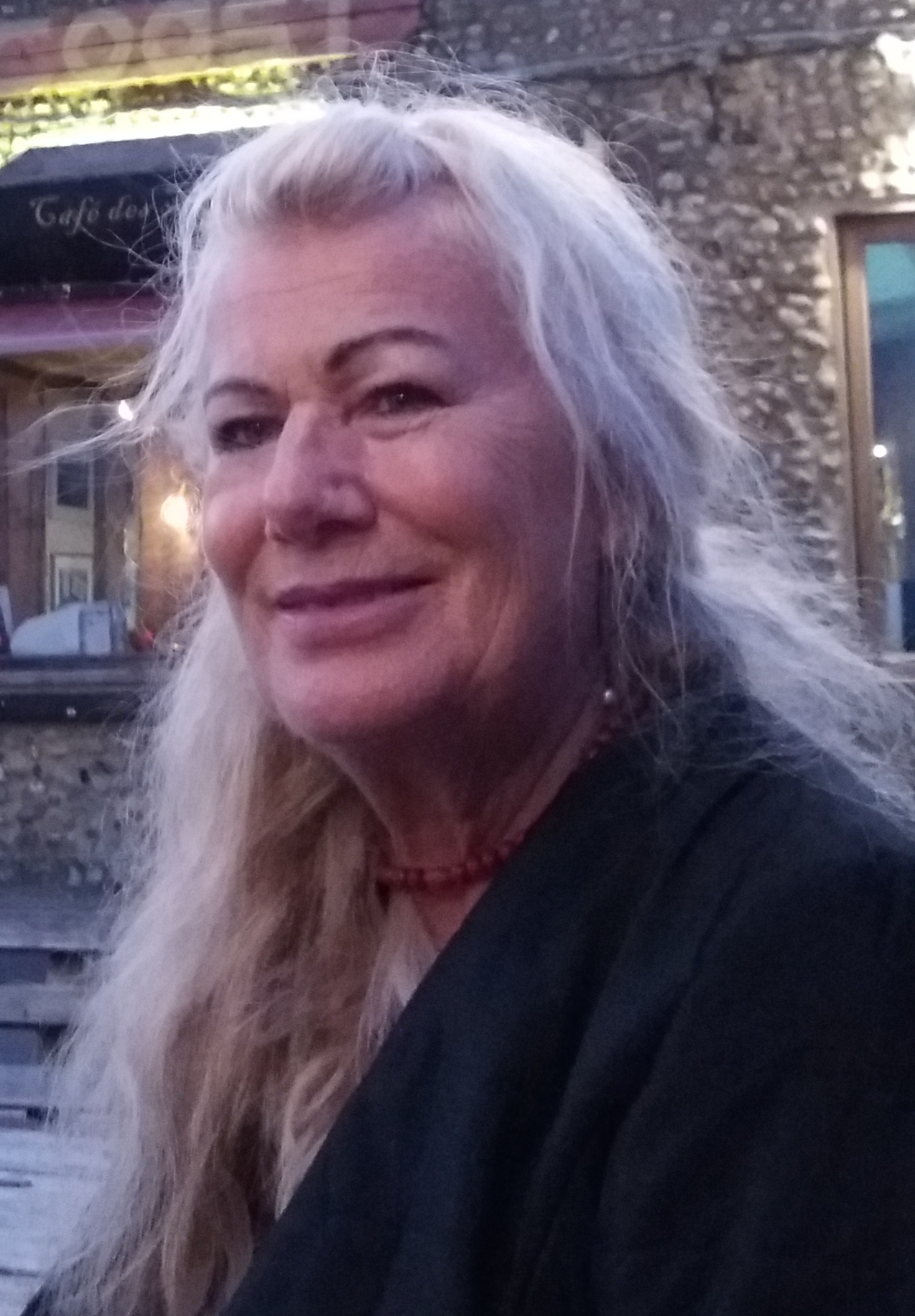
Greta Friederun Sykes

Greta Friederun Sykes (* 14. Oktober 1944 in Oppenheim) ist eine deutsch-englische Schriftstellerin, Feministin und Kinderpsychologin. Sie lebt in London.

## Leben und Schaffen
Greta Sykes ist die Tochter des Ingenieurs und Direktors von BP in Essen Johannes Hermann Walter Bergert und der Physiotherapeutin Helene Louise Deppermann.
Nach dem Krieg lebte die Familie in Hamburg. Sykes besuchte das Charlotte-Paulsen-Gymnasium in Hamburg-Wandsbek und begann dort 1965 das Studium der Philosophie. Schwierigkeiten im Verhältnis mit der Mutter und Empörung über die scheinheilige Auseinandersetzung mit dem Nationalsozialismus und das Schweigen darüber veranlasste sie zur Auswanderung nach England. Aus einer früh geschiedenen Ehe mit John Frank Sykes hat sie zwei Kinder. Sie studierte in London Kunst, Psychologie und Erziehungswissenschaften und war früh in Komitees engagiert, die den Helsinki-Prozess unterstützten und in Großbritannien für eine Ost-West-Annäherung eintraten. Sie arbeitete als Schulpsychologin, gefolgt von ihrer Arbeit an der University College, London (UCL), wo sie Dozentin für Schulpsychologie war.
Greta Sykes schreibt Tagebuch und Gedichte, zeichnet und malt. Seit 1989 gehört sie der linksorientierten Vereinigung London Voices an. Sie publiziert Gedichte und Kurzprosa in Anthologien und beteiligt sich an Lesungen dieser Literaturgruppe. Ihre Texte sind stark an dem Konzept von Gaia orientiert, wie sie in James Lovelocks Gaia-Theorie behandelt wird. Im feministischen Diskurs sucht Sykes in antiken Quellen nach Spuren des Matriarchats und analysiert die Gründe für den Verlust der dominierenden Rolle der Frau im Lauf der weiteren Geschichte. Ihre psychologischen Studien behandeln die wachsende Ungleichheit der Geschlechter auch in der Gegenwart. Dagegen sieht sie in der antiken Figur der Andromache den Prototyp einer kraftvollen Frau, die ihr Inneres und ihren äußeren Lebensraum beherrscht und sich so Ansehen und Gehör verschafft. Sykes ist Vorsitzende der 'Socialist History Society', für die sie Seminare haelt und Artikel schreibt.
2015 erschien Sykes’ erster Roman, zunächst in einer englischen Fassung Under Charred Skies. Er zeichnet eine autobiographisch gefärbte Familiengeschichte auf dem Hintergrund der Arbeiterbewegung im Ruhrgebiet während des aufkommenden Nationalsozialismus. Greta Sykes schreibt simultan deutsch und englisch, ihre Texte liegen in beiden Sprachen vor, sind aber jeweils eigenständige Gebilde.
2020 erschien ihr zweiter Roman, bisher nur auf Englisch. 'The Defeat of Gilgamesh' ist das Resultat ihrer Studien über die erste Zivilisation der Welt in Mesopotamien.

## Werke (Auswahl)
- mit Helen Mercer und Jan Wolf: Deadly Persuasion. Teaching the Cold War. A study of school history textbooks. [London] 1985.
- ISBN 0-9511182-0-X (Online)
- mit Edith Beleites: Stadtreisebuch London. VSA-Verlag, Hamburg 1989. ISBN 3-87975-489-6
- Die Gaia-Kollektion. Befreiende Gedichte für den täglichen Gebrauch zum positiven Denken. R.G. Fischer, Frankfurt/Main 2004.
- The Intimacy of the Universe. London Voices and Workers Writers Federation, London 2006.
- The Farmers and the Class Conscious Czech Border Guard. United Press, London 2005.
- Under Charred Skies. Authorhouse Publishing, London 2015. ISBN 978-1-5049-9017-2
- A Creative Pattern for Peace, Gordon Schaffer`s summary of the Helsinki Final Act. With drawings by Greta Sykes. London 2000.
- The Shipping News and Other Poems. AuthorHouse UK, London 2015. ISBN 978-1-5246-3525-1
- Unter verbranntem Himmel. Frauenschicksale, verlag am park in der edition ost, Berlin 2016, ISBN 978-3-945187-38-8
- The defeat of Gilgamesh, Austin Macauley, London, 2020, ISBN 978-1-5289-7852-1